# Plácido Manaia Nunes
Plácido Manaia Nunes (19 de setembro de 1934 - 10 de agosto de 2007) foi um jornalista brasileiro, criador do Troféu Imprensa, que tem como finalidade premiar atores, atrizes e cantores que se destacaram no meio artístico, na televisão e na música durante o ano. O evento de premiação ocorria anualmente no Programa Sílvio Santos, onde Plácido atuou como um dos jurados. Antes, Plácido também foi diretor da revista São Paulo na TV, uma das primeiras publicações sobre o mundo artístico. Na década de 1970, Plácido já como uma pessoa conhecida nos bastidores do show business, adquiriu a revista Melodias, uma publicação importante da época que enfrentava dificuldades financeiras. Foi como editor da Melodias que Plácido combinou com o Sílvio Santos a publicação de uma reportagem sobre a sua hipotética calvície. A edição trazia na capa uma fotomontagem grosseira do Sílvio careca e, como previsto, esgotou-se rapidamente nas bancas. 